# Кубок України з волейболу серед жінок 2016—2017
Кубок України з волейболу серед жінок у сезоні 2016/2017 завершився перемогою клуба «Хімік» (вчетверте поспіль).

## Перший етап
У вересні заявки на участь в турнірі подали сім клубів Суперліги. У Луцьку двох півфіналістів мали визначити чотири команди з групи 1: «Волинь-Університет», «Галичанка-ТНЕУ» (Тернопіль), «Регіна-МЕГУ-ОШВСМ» (Рівне) та «Білозгар-Медуніверситет» (Вінниця). У Запоріжжі ще одного учасника півфіналу мали визначати команди з групи 2: «Орбіта-ЗТМК-ЗНУ» (Запоріжжя), «Сєвєродончанка» (Сєвєродонецьк) та «Педуніверситет-ШВСМ» (Чернігів). У півфіналі до них мав доєднатися южненський «Хімік».
Але матчі відбулися лише в групі 1 і три кращі команди отримали путівки до наступного етапу.
| Місце | Команда                             | Ігри | Виграші | Поразки | С/П | О |
| ----- | ----------------------------------- | ---- | ------- | ------- | --- | - |
| 1.    | «Волинь-Університет» (Луцьк)        | 3    | 3       | 0       | 9-1 | 9 |
| 2.    | «Галичанка-ТНЕУ-ГАДЗ» (Тернопіль)   | 3    | 2       | 1       | 7-3 | 6 |
| 3.    | «Білозгар-Медуніверситет» (Вінниця) | 3    | 1       | 2       | 3-7 | 3 |
| 4.    | «Регіна-МЕГУ-ОШВСМ» (Рівне)         | 3    | 0       | 3       | 1-9 | 0 |

## Півфінал
У зв'язку з фінансовими проблемами команди з Вінниці і Луцька відмовилися від участі півфіналі Кубка України.
| Дата | Час |                       | Рахунок |                           | Сет 1 | Сет 2 | Сет 3 | Сет 4 | Сет 5 | Всього | Звіт |
| ---- | --- | --------------------- | ------- | ------------------------- | ----- | ----- | ----- | ----- | ----- | ------ | ---- |
|      |     | «Хімік»               | -       | «Білозгар-Медуніверситет» |       |       |       |       |       |        |      |
|      |     | «Галичанка-ТНЕУ-ГАДЗ» | -       | «Волинь-Університет»      |       |       |       |       |       |        |      |

## Фінал
| Дата       | Час |         | Рахунок |                       | Сет 1 | Сет 2 | Сет 3 | Сет 4 | Сет 5 | Всього | Звіт  |
| ---------- | --- | ------- | ------- | --------------------- | ----- | ----- | ----- | ----- | ----- | ------ | ----- |
| 11.02.2017 |     | «Хімік» | 3–0     | «Галичанка-ТНЕУ-ГАДЗ» | 25–14 | 25–22 | 25–21 |       |       | 75–57  | [ 2 ] |

| 1                | Катерина Дудник      |  |
| 2                | Діана Карпець        |  |
| 3                | Дар'я Дрозд          |  |
| 4                | Алла Політанська     |  |
| 5                | Катерина Сільченкова |  |
| 6                | Кристина Нємцева (л) |  |
| 7                | Інна Молодцова       |  |
| 8                | Анастасія Чернуха    |  |
| 9                | Юлія Бойко           |  |
| 10               | Дар'я Степановська   |  |
| 12               | Аліна Степанчук (л)  |  |
| 13               | Міна Томич           |  |
| 15               | Юлія Микитюк         |  |
| 18               | Олена Напалкова      |  |
| Головний тренер: |                      |  |
| Андрій Романович |                      |  |

| 1                | Олександра Міленко |  |
| 2                | Марина Мельниченко |  |
| 3                | Олена Тофан        |  |
| 4                | Наталія Арділан    |  |
| 5                | Оксана Яковчук     |  |
| 7                | Олена Стасівська   |  |
| 9                | Ангеліна Мірчева   |  |
| 10               | Анна Єфременко     |  |
| 11               | Оксана Мадзар      |  |
| 12               | Анастасія Зеневич  |  |
| 13               | Олена Туркула      |  |
| 16               | Анна Рева          |  |
| Головний тренер: |                    |  |
| Віктор Туркула   |                    |  |